# Hanhijärvi (Junosuando socken, Norrbotten)
Hanhijärvi är en sjö i Pajala kommun i Norrbotten och ingår i Kalixälvens huvudavrinningsområde. Sjön har en area på 0,0538 kvadratkilometer och ligger 180 meter över havet.

## Delavrinningsområde
Hanhijärvi ingår i det delavrinningsområde (747925-179400) som SMHI kallar för Ovan VDRID = Kiimajoki i Tärendöälvens vattendrag*. Medelhöjden är 199 meter över havet och ytan är 37,38 kvadratkilometer. Räknas de 28 avrinningsområdena uppströms in blir den ackumulerade arean 460,9 kvadratkilometer. Tärendöälven som avvattnar avrinningsområdet har biflödesordning 2, vilket innebär att vattnet flödar genom totalt 2 vattendrag innan det når havet efter 202 kilometer. Avrinningsområdet består mestadels av skog (67 procent) och sankmarker (23 procent). Avrinningsområdet har 2,63 kvadratkilometer vattenytor vilket ger det en sjöprocent på 7 procent.